# 호라 도미오
호라 도미오(일본어: 洞 富雄, 1906년 11월 14일~2000년 3월 15일)는 일본의 역사가이다.
주 연구 분야는 일본사이며, 와세다 대학의 교수로 재직 중이다. 일본의 역사가 최초로 난징 대학살에 대한 연구를 진행했으며 그가 저술한 책인 《난징 사건》 일본에서 난징 대학살에 대해 다뤄진 최초의 역사서이다.

## 저서
- 『서민가족의 역사상』(1966년)
- 『근대전사의 수수께끼』(1967년)
- 『난징 사건』 (1972년)
- 『조선전쟁』(1973년)